# Pirates of the Burning Sea
Pirates of the Burning Sea – gra komputerowa z gatunku MMORPG wydana 22 stycznia 2008 roku przez Flying Lab Software. Od 2010 roku gra jest dostępna na zasadach free-to-play.

## Rozgrywka
Gra toczy się na Karaibach w XVIII wieku i łączy w sobie taktyczne walki statków na morzu, walki pirackie, wszystko osadzone w otwartym świecie z ekonomią sterowaną przez graczy.
Gracz ma możliwość wyboru postaci jako: oficer marynarki (naval officer), kaper (privateer) lub handlarz (freetrader) z możliwością wyboru kariery jako: cutthroat lub buccaneer. Gra posiada ponad 1000 misji, możliwość walk PvP w tym zdobywanie portów przeciwnika.